# タスマン (小惑星)
タスマン (6594 Tasman) は小惑星帯の小惑星である。チェコの天文学者、アントニーン・ムルコスがクレチ天文台で発見した。
タスマニア島、ニュージーランド、フィジー等を発見したオランダの探検家アベル・タスマンに因んで名付けられた。